# 그린리모델링
그린 리모델링(영어: green remodeling)은 에너지성능향상 및 효율개선이 필요한 기존 건축물의 성능을 개선하는 환경 친화적 건축물 리모델링이다.

## 에너지 성능개선 지원사업
녹색건축에 대한 국민들에게 알리기 위해 녹색건축물 조성을 활성화하고 민간부분으로 확산시키기 위해 기존 건축물을 대상으로 그린리모델링 지원사업이 이루어지고 있으며, 그린리모델링 지원사업에 선정된 공공건축물에는 사업 단계별 맞춤형 기술지원 및 시공비 지원을 받을 수 있으며 2013년부터 매년 시행되고 있다.

## 민간이자지원사업
그린리모델링의 활성화를 위해 민간건축물의 그린리모델링 신청시 은행에서 대출받은 공사비의 이자 일부를 보조하는 사업이다. 건축주는 그린리모델링 사업자를 선정 및 계약한 후, 사업신청서를 제출하면 그린리모델링 창조센터로부터 사업승인 결과를 통보받는 순서로 진행되며 이후 은행에서 대출을 신청하면 그린리모델링창조센터에서 이자에 대한 지원금을 지급한다. 이자지원이 되는 공사의 범위는 단열보완, 기밀성강화, 외부창호 성능개선, 일사조절장치 등 건축적 성능이 향상되는 공사이다. 이자지원은 에너지 성능개선 비율이 높을 수록 더욱 이자지원율이 높아지며(에너지 성능개선 비율 30% 이상은 3%, 25%~30% 미만은 2%, 20%~25% 미만은 1%), 이자지원은 단독주택의 경우에는 최대 5천만원까지, 공동주택의 경우에는 최대 2천만원, 비주거 건물의 경우에는 최대 50억원까지 가능하다. 이자는 5년간 지원하며, 그린리모델링 사업비는 이자지원 기간과 동일하게 5년 이내 분활상환하면 된다.

## 사업자
국토교통부와 LH그린리모델링창조센터에서는 그린리모델링 브랜드 확산을 위해 그린리모델링 사업자를 선정하였다.그린리모델링 사업자는 사업을 시행하기 위하여 국토교통부장관에게 등록 신청하여 등록증을 받은 사업자이며, 사업자 분야는 종합건설업, 전문건설업, 컨설팅 및 엔지니어링, 건축설계업, 건자재업(창호, 단열 등), 금융 및 부동산업으로 나뉜다. 현재까지 그린리모델링 이자지원사업 사업자는 총 449명 등록되어 있다.
우리나라의 경우 단독주택에서 공동주택으로 전환이 빠르게 일어났으며, 현재는 단족주택의 대부분이 노후화 단계에 이르고 있다. 하지만 국내 선축시장의 아파트등 공동주택의 보극 확대로 인해 단독주택과 함께 다세대주택, 연립주택등의 공동주택도 리모델링으로의 인식전환이 쉽게 일어나지 않고 있다. 이에 따라 시범사업으로 선정된 단독주택 지역을 홍보거점으로 활용하기 위해 그린리모델링 단독주택 시범사업이 진행되고 있다.